# Emileigh Rohn
Emileigh Rohn (Detroit, ...) è una cantante e musicista statunitense.
È creatrice e produttrice del progetto solista di musica elettronica industrial-electrogoth chiamato Chiasm.
Alla data del 2006, Emileigh Rohn ha pubblicato tre album (Embryonic, Disorder e Relapse) per l'etichetta COP International e un EP (Prefrontal), quest'ultimo attualmente disponibile solo su ITunes.
Le sue canzoni sono state incluse, inoltre, in 12 compilation di musica elettronica; nel videogame Vampire: The Masquerade - Bloodlines, in alcuni episodi della serie televisiva NCIS e nel cortometraggio Extinguish (Outsider Filmworks, 2007).

## Esordi
Dopo l'approccio col pianoforte in tenera età, a 13 anni, ricevuta in regalo una tastiera Casiotone inizia a sperimentare la musica elettronica e qualche anno più tardi entra a far parte di Inter Animi, un gruppo di artisti di performance art di Detroit.
Nell'autunno del 1997, durante gli studi di biologia molecolare a Detroit, si aggrega a Calvin Simmons come tastierista per i Dragon Tears Descending (DTD) che, all'epoca, si esibivano come band di supporto per vari gruppi.
Nel 1998 Emileigh Rohn lascia i DTD e crea un primo progetto in proprio (Electrophoretic Transfer) lavorando su campionature di Shane Terpening.
Chiasm nasce nello stesso anno quando la Rohn produce e inizia a promuovere il suo primo demo  dal titolo Embryonic che verrà pubblicato poco più tardi, in ottobre, per l'etichetta Rodent Recordings. Nella primavera del 1999, la canzone Bouncing Baby Clones viene inserita nella compilation di musica elettronica D[elEcTROnIc]T.

## Curiosità
Il nome Chiasm (dal greco antico χιασμός che significa incrocio, decussazione) si riferisce, in biologia, al chiasmo ottico, la parte del cervello dove si incrociano parzialmente i nervi ottici per cui le stesse due metà del campo visivo di ciascun occhio (per esempio, le due metà di destra) sono controllate dall'emisfero cerebrale opposto (nell'esempio fatto, l'emisfero sinistro). Un danneggiamento dei nervi nel chiasmo ottico causa una riduzione della visione periferica di entrambi gli occhi.

## Discografia

### 1998 -Embryonic
Tracce
1. Enemy
2. Embryonic
3. Bouncing Baby Clones
4. Reliance
5. Chiasm
6. Fight
7. Incubator
8. Sterben
9. Someone
10. (bonus track) Fake Smile

### 2001 -Disorder
Dello stesso album è stato pubblicato, nel 2003, un remix intitolato Labelmate Threat Level 5.
Tracce
1. Formula
2. Chiasm 5.0
3. Transparent
4. Disorder
5. Fight
6. Liquefy
7. Isolated
8. Cold
9. Enemy
10. Someone

### 2005 -Relapse
Tracce
1. Embryonic
2. Surrender
3. Delay
4. Rewind
5. Still
6. X-Ray
7. Incision
8. Phobic
9. Needle
10. Chosen Fate
11. (bonus track) Rewind (Floating Tears Mix)

### 2006 -Prefrontal
Tracce
1. Prefrontal, Part 1
2. Prefrontal, Part 2
3. Prefrontal (Carphax Files Remix)
4. Biomod "Seed" (Chiasm Mix)
5. Biomod "Seed" (Piano Mix)
6. A Girl Called Harmony
7. Cryostat